# يوشياكي ساتو
يوشياكي ساتو (باليابانية: 佐藤 慶明) (19 يونيو 1969 في أوساكا في اليابان – )؛ هو لاعب كرة قدم ياباني سابق كان يلعب كمهاجم. سبق له أن لعب مع منتخب اليابان.

## وصلات خارجية
- يوشياكي ساتو على موقع رابطة كرة القدم اليابانية للمحترفين (اليابانية)
- يوشياكي ساتو على موقع قاعدة بيانات كرة القدم.إي يو (الإنجليزية)
- يوشياكي ساتو على موقع ناشيونال فوتبول تيمز (الإنجليزية)
- يوشياكي ساتو على موقع عالم كرة القدم.نت (الإنجليزية)

- National Football Teams
- Japan National Football Team Database